# Roxane Knetemann
Roxane Knetemann (Alkmaar, 1º aprile 1987) è un'ex ciclista su strada olandese, attiva tra le Elite dal 2006 al 2019.

## Carriera
Figlia dell'ex professionista Gerrie Knetemann (campione del mondo nel 1978), nel 2002 vince il titolo nazionale a cronometro nella categoria Allieve Under-17; due anni dopo tra le Juniores è invece seconda di specialità ai campionati nazionali. Comincia l'attività tra le Elite UCI nel 2006 vestendo la maglia del team AA Drink. Nel 2012 si trasferisce alla Rabo, con cui nel 2013 e nel 2015 vince rispettivamente l'argento e il bronzo nella cronometro a squadre mondiale. Nel 2017 lascia la Rabo e passa al team francese FDJ Nouvelle Aquitaine Futuroscope; nel 2018 veste invece la maglia dell'italiana Alé-Cipollini, mentre nel 2019, sua ultima stagione tra le Elite, è tra le file della Parkhotel Valkenburg.
In carriera non ha colto alcuna vittoria su strada a livello UCI, ma solo alcuni piazzamenti, come il terzo posto alla World Cup Vargarda 2014, il settimo alla Freccia Vallone 2015 e, nello stesso anno, il terzo posto nel prologo del Giro d'Italia. È stata comunque convocata in Nazionale per rappresentare il suo paese ai campionati del mondo nelle edizioni 2014, 2015 e 2016. Su pista si è inoltre aggiudicata quattro titoli nazionali, due nella corsa a punti e due nell'americana.
È sposata con il pistard Wim Stroetinga.

## Palmarès

### Strada

#### Altri successi
- 2016 (Rabo-Liv Women Cycling Team)

Classifica scalatrici Holland Tour

### Pista
- 2009

Campionati olandesi, corsa a punti
- 2010

Campionati olandesi, americana (con Marianne Vos)
- 2012

Campionati olandesi, corsa a punti
Campionati olandesi, americana (con Marianne Vos)

## Piazzamenti

### Grandi Giri
- Giro d'Italia

2010: ritirata (6ª tappa)
2011: 30ª
2012: 60ª
2013: 38ª
2014: 30ª
2015: ritirata (9ª tappa)
2016: 55ª
2017: non partita (9ª tappa)
2018: 89ª

### Competizioni mondiali
- Campionati del mondo

Toscana 2013 - Cronosquadre: 2ª
Ponferrada 2014 - In linea Elite: ritirata
Richmond 2015 - Cronosquadre: 3ª
Richmond 2015 - In linea Elite: 81ª
Doha 2016 - Cronosquadre: 8ª
Doha 2016 - In linea Elite: 93ª
Bergen 2017 - Cronosquadre: 6ª
Innsbruck 2018 - Cronosquadre: 10ª